# Рейдо
У геології рейдо є твердим матеріалом, який переважно деформується в режимі в’язкого потоку. Щоб вважатися рейдо (reido),  пластична деформація матеріалу повинна перевищувати пружну деформацію принаймні на три порядки. Термін, введений С. Ворреном Кері в 1953 році, має той самий грецький корінь, що й реологія, наука про в’язкопружність.

## Види рейдів
Майже будь-який тип гірських порід може вести себе як рейд за відповідних умов температури та тиску. Наприклад, мантія Землі зазнає конвекції протягом тривалого часу. Оскільки мантія підтримує поширення зсувних хвиль, можна зробити висновок, що вона є твердим тілом і, отже, поводиться як рейд, коли зазнає конвекції. Граніт має виміряну в’язкість при стандартній температурі та тиску приблизно 4,5×1019 Па·с, тому його слід вважати рейдо. Аналогічно галіт, мінеральна форма кухонної солі, є геологічним матеріалом, який веде себе як рейдо протягом відносно коротких періодів часу. Оскільки сіль похована іншими типами відкладень, вона часто стікає збоку до областей з меншою напругою. Завдяки цьому механізму можуть утворюватися соляні куполи та інші структури. У деяких районах, наприклад у Мексиканській затоці, ці споруди часто служать пастками для нафти та природного газу.